# Чемпионство мира WCW в тяжёлом весе
Чемпионство мира WCW в тяжёлом весе (англ. WCW World Heavyweight Championship) — это мировой титул в тяжёлом весе в рестлинге, который первоначально использовался в World Championship Wrestling (WCW), а затем в World Wrestling Federation (WWF, ныне WWE). Это оригинальный мировой титул промоушена World Championship Wrestling, образованный из титула чемпиона мира в тяжёлом весе NWA. Он существовал в WCW с 1991 по 2001 год.
После того, как WWF поглотила WCW в марте 2001 года он стал одним из двух мировых титулов в WWF, его название сразу же сократилось до титул чемпиона WCW, а в ноябре — титул чемпиона мира. Он продолжал дополнять титул чемпиона WWF до следующего месяца, когда оба титула были объединены в титул неоспоримого чемпиона WWF. Неоспоримое чемпионство WWF сохранило историю чемпионства WWF, а титул чемпиона мира был упразднён.
Рик Флэр был первым обладателем титула чемпиона мира в тяжелом весе WCW, а Крис Джерико — последним. Этот титул был вторым из пяти, которые были представлены историческим «Большим золотым поясом», впервые представленным в 1986 году.

## История

### Образование
В ноябре 1988 года компания Turner Broadcasting приобрела Jim Crockett Promotions, которая проводила шоу под названием «NWA World Championship Wrestling». Хотя промоушен оставался членом National Wrestling Alliance (NWA), название NWA постепенно отбрасывалось в телевизионных программах в пользу названия «World Championship Wrestling», или «WCW». 11 января 1991 года Рик Флэр победил Стинга, выиграв титул чемпиона мира в тяжёлом весе NWA, и был признан чемпионом мира в тяжелом весе WCW. Новый титул изначально не был представлен собственным поясом, и WCW продолжала использовать пояс чемпиона мира в тяжёлом весе NWA. Из-за этого WCW регулярно претендовала на историю титула чемпиона мира в тяжёлом весе NWA, как своего собственного.

### Раздельное чемпионство
1 июля 1991 года творческие разногласия с исполнительным вице-президентом WCW Джимом Хёрдом привели к уходу Флэра из WCW в World Wrestling Federation Винса Макмэна. Когда Хёрд отказался вернуть Флэру залог в 25 000 долларов, Флэр оставил себе «Большой золотой пояс», который представлял титул чемпиона мира в тяжелом весе NWA. Был заказан новый пояс, но он не был готов вовремя к The Great American Bash 14 июля. WCW была вынуждена использовать пояс, принадлежавший Дасти Роудсу из прекратившей свое существование организации Championship Wrestling from Florida, с прикрепленной золотой пластиной с надписью «WCW World Heavyweight Champion», который был вручен Лексу Люгеру после победы над Барри Уиндемом в матче в клетке за вакантный чемпионский пояс. Новый пояс появился вскоре после этого события.
В 1992 году «Большой золотой пояс» был использован для возрожденного титула чемпиона мира в тяжелом весе NWA, который совместно продвигали WCW и New Japan Pro-Wrestling. В сентябре 1993 года WCW навсегда покинула NWA из-за требований о том, чтобы чемпион мира NWA был доступен для защит вне WCW. К осени 1993 года Рик Руд появлялся на шоу WCW в качестве чемпиона мира в тяжелом весе NWA, несмотря на то, что по сюжету чемпионом оставался Флэр, который вернулся в WCW и вернул себе титул NWA. После выхода из NWA WCW сохранила «Большой золотой пояс», и он был переименован в титул международного чемпиона мира в тяжелом весе WCW.

### Объединение
На Starrcade в декабре 1993 года Флэр выиграл титул чемпиона мира в тяжелом весе WCW, победив Вейдера. WCW решила объединить титул чемпиона мира в тяжелом весе WCW (представленный новым поясом) и титул международного чемпиона мира в тяжелом весе WCW (представленный «Большим золотым поясом»), для чего в июне 1994 года Флэр сразился со Стингом. Флэр победил и объединил оба титула. Объединённый титул сохранил историю титула чемпиона мира в тяжёлом весе WCW. Дизайн пояса, который использовался с середины 1991 года до середины 1994 года для представления титула чемпиона мира в тяжёлом весе WCW, был изменён в пользу «Большого золотого пояса», который первоначально и представлял титул, когда он был учрежден в январе 1991 года.
Во время чемпионства Голливуда Хогана в 1996—1997 годы и в 1998—1999 годы, в рамках сюжетной линии «Нового мирового порядка» (nWo), на титул каждый раз наносили чёрной краской инициалы «nWo». Аналогичным образом, красная краска использовалась для «Волчьей стаи» nWo.

### Поглощение WWF
В марте 2001 года World Wrestling Federation (WWF, ныне WWE) приобрела активы World Championship Wrestling. Вскоре после этого произошло «Вторжение», и четыре чемпионских титула WCW защищались в программах WWF, включая титул чемпиона мира WCW в тяжелом весе, который стал известен как титул чемпиона WCW.

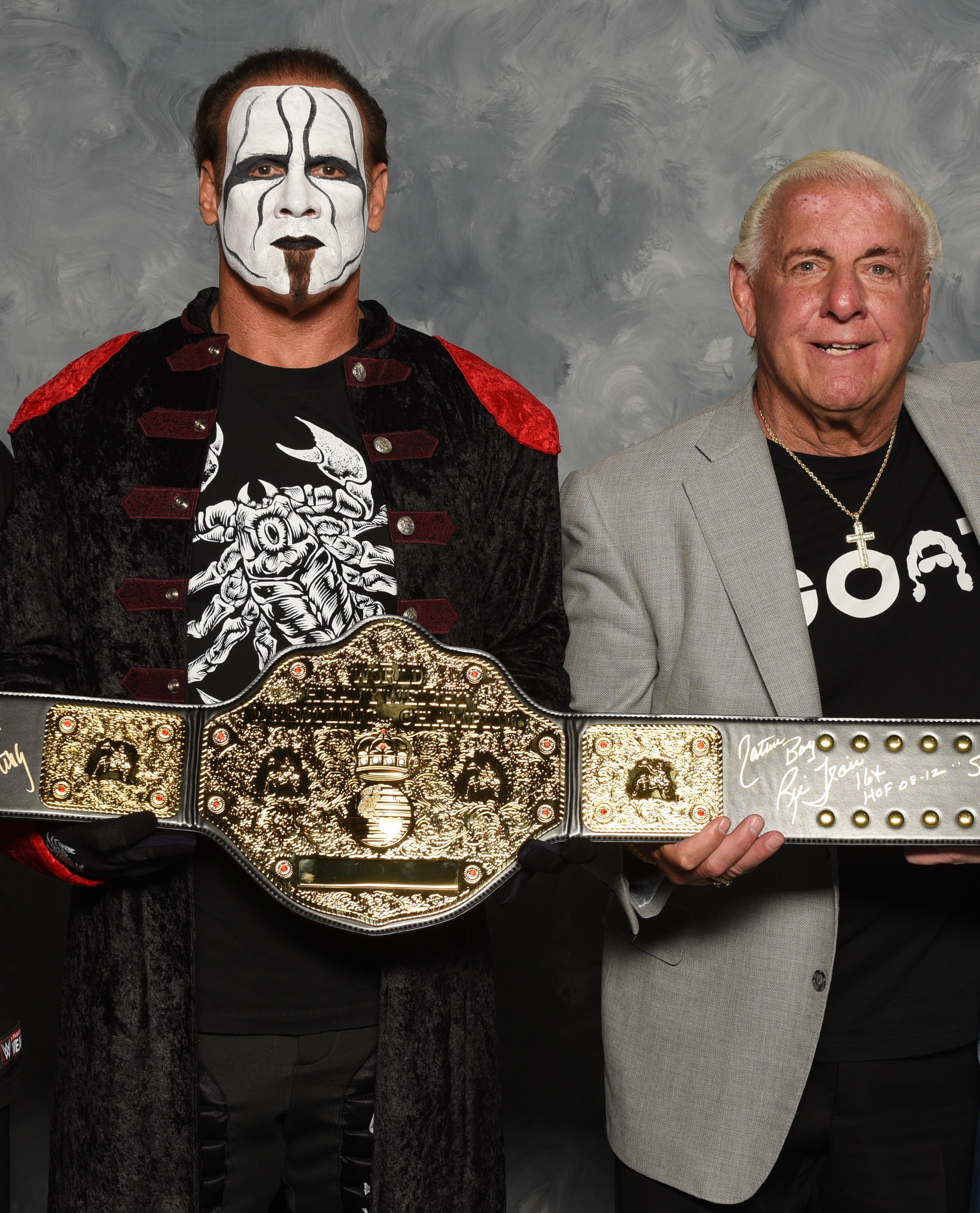
Стинг и Рик Флэр с копией «Большого золотого пояса». Они единственные, кто владел всеми тремя титулами, которые этот пояс представлял в WCW

После завершения «Вторжения» на Survivor Series в 2001 году титул был переименован в титул чемпиона мира. Затем титул был объединен с титулом чемпиона WWF на шоу Vengeance, где Крис Джерико победил Скалу и Стива Остина и выиграл оба титула. В результате Джерико стал последним чемпионом WCW/мира, и первым неоспоримым чемпионом WWF. Позже Эрик Бишофф вернул этот пояс в качестве Чемпиона мира в тяжелом весе, и он оставался эксклюзивным титулом Monday Night Raw в течение нескольких лет после разделения брендов WWE.

## Большой золотой пояс
«Большой золотой пояс» разработан в 1985 году серебряных дел мастером Чарльзом Крамрином из Рино, Невада, который специализировался на пряжках для ремней в стиле родео. В 1985 году Джим Крокетт-младший из Jim Crockett Promotions заказал этот пояс для чемпиона мира в тяжелом весе NWA Рика Флэра. Пояс состоял из трех больших золотых пластин с характерной именной табличкой, на которой было выгравировано имя чемпиона. Хотя это был не первый чемпионский пояс в рестлинге с именной пластиной, он популяризировал эту концепцию. Оригинальный дизайн чемпионского пояса был известен тем, что не имел маркировки, поскольку на нем было написано только «Чемпион мира по рестлингу в тяжелом весе» и не было инициалов или торговой марки промоушена. В 2003 году компания World Wrestling Entertainment (WWE) добавила свой логотип к дизайну в целях защиты авторских прав.